# خلیج برد
خلیج برد (انگلیسی: Berd Bay) یک خلیج در استان نووسیبیرسک کشور روسیه است.